# Antonio Nicola Cantalamessa
Antonio Nicola Cantalamessa (Sulmona, 23 ottobre 1940 – Napoli, 30 maggio 2017) è stato un politico italiano, esponente del Movimento Sociale Italiano ed europarlamentare.

## Biografia
È subentrato al Parlamento europeo nel settembre 1988, dopo essere stato candidato alle elezioni europee del 1984 per le liste del MSI. È stato membro della Delegazione per le relazioni con la Repubblica popolare cinese e della Commissione per la protezione dell'ambiente, la sanità pubblica e la tutela dei consumatori.
È morto a Napoli, il 30 maggio 2017 all'età di 76 anni.

## Vita privata
È padre di Gianluca Cantalamessa, deputato della XVIII legislatura e senatore della XIX legislatura.